# (4303) Савицкий
(4303) Савицкий (лат. Savitskij) — типичный астероид главного пояса, открыт 25 сентября 1973 года советским астрономом Людмилой Журавлёвой в Крымской астрофизической обсерватории и 1 сентября 1993 года назван в честь военного лётчика и военачальника Евгения Савицкого.

## Обнаружение и именование
(4303) Савицкий
Открыт 25 сентября 1973 года в Научном Л. В. Журавлёвой.
Назван в честь русского лётчика Евгения Яковлевича Савицкого (1910—1990), отца космонавта Светланы Савицкой.
Оригинальный текст (англ.)4303 Savitskij
Discovered 1973-09-25 by Zhuravleva, L. V. at Nauchnyj.
Named in honor of Evgenij Yakovlevich Savitskij (1910—1990), Russian aviator, father of cosmonaut Svetlana Savitskaya.
Источники: DISCOVERY.DB; M.P.C. 22501.

## Орбита

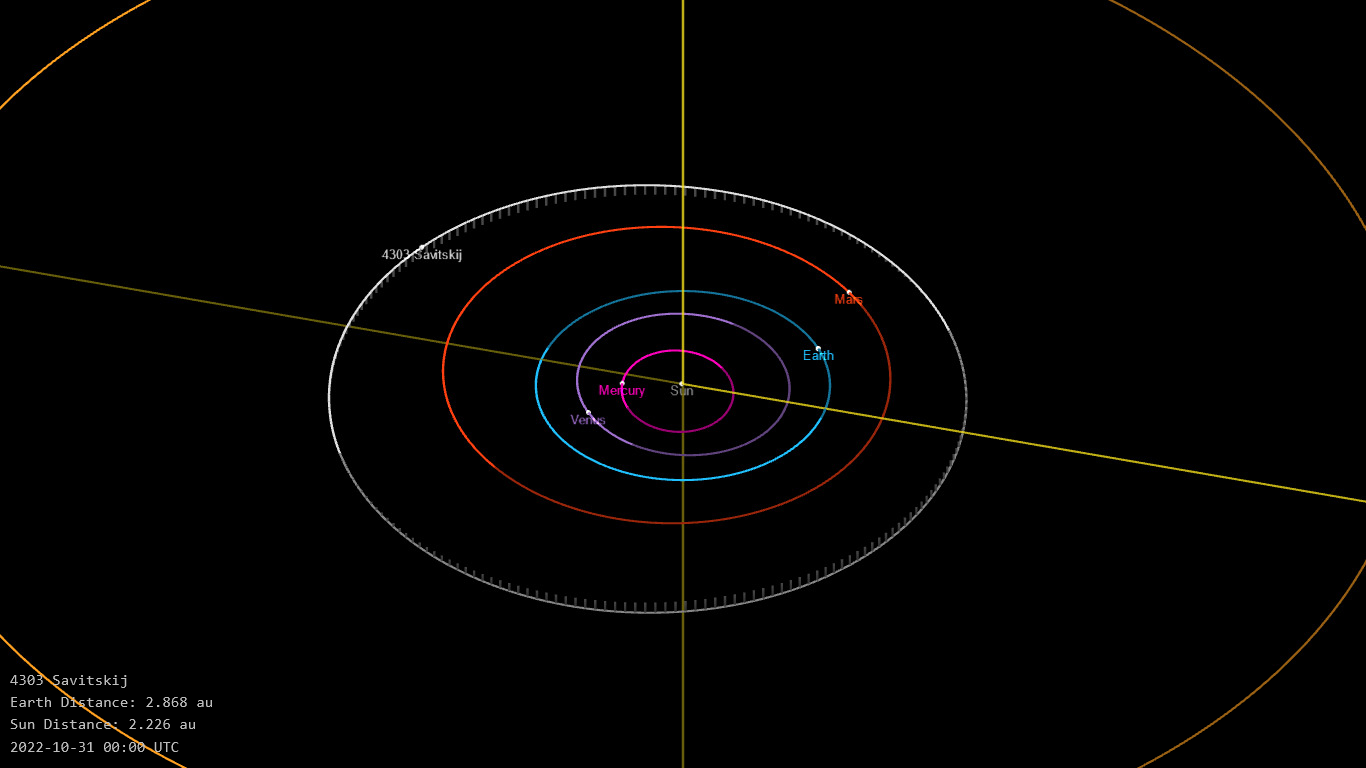
Орбита астероида Савицкий и его положение в Солнечной системе

## Физические характеристики
Астероид относится к таксономическому классу S.
По результатам наблюдений в видимом и ближнем инфракрасном диапазоне космического телескопа NEOWISE диаметр астероида оценивается равным 4,145±0,125 км. Согласно тем же источникам альбедо оценивается как 0,2355±0,0247 и 0,236±0,025.